# 古河市立三和北中学校
古河市立三和北中学校（こがしりつさんわきたちゅうがっこう）は、茨城県古河市諸川にある公立中学校。

## 沿革
- 1985年（昭和60年）[1]
  - 4月1日 - 三和町立三和北中学校創立（三和町立三和中学校より分離）
  - 5月27日 - 竣工祝賀式の挙行（5月27日を創立記念日と定める）
  - 9月22日 - 校旗制定
- 1986年（昭和61年）
  - 1月8日 - 校歌制定歌碑建立（校歌校旗制定発表会）（作詞：草野心平、作曲：渡邊浦人）
  - 3月17日 - 卒業記念碑「春雷」建立
- 2005年（平成17年）9月12日 - 市町合併に伴い、古河市立三和北中学校となる。

## 通学区域
諸川下町、諸川新町、諸川大日前、諸川仲町、諸川上町、諸川上町一、諸川中央町、諸川東松原、諸川西松原、諸川西部、諸川台、上根、五部、上和田、駒込、上片田、上片田宮前、下片田、大和田上、大和田下、新和田、東諸川及び新東諸川の各行政区の区域

## 進学前小学校
- 古河市立諸川小学校[2]
- 古河市立大和田小学校[2]
- 古河市立駒込小学校[2]